# Orantes de l'Assomption
Pour les articles homonymes, voir Orantes et Assomption (homonymie).
Les Orantes de l'Assomption sont un institut de vie contemplative international fondé le 8 décembre 1896, 14 rue Berton à Paris 16e, chez les Oblates de l'Assomption,  par Isabelle de Clermont-Tonnerre, comtesse d'Ursel et le Père François Picard, Augustin de l'Assomption, 2e supérieur général de l'Assomption à la suite du Père d'Alzon pour prier pour les œuvres de l'Assomption et pour l'Église. 
Mère Isabelle a voulu pour sa fondation une vie consacrée à la prière, à la vie fraternelle et à l'attention aux besoins du temps et des personnes. De spiritualité augustinienne, ses membres « cherchent à porter en tout un regard contemplatif ». Leur vie quotidienne est rythmée par l'oraison silencieuse du matin, la prière liturgique de l'office et l'adoration eucharistique. C'est là qu'ils puisent cet esprit d'adoration qui doit rayonner dans toutes les réalités de leur vie. L'unification de leurs vies se fait progressivement au contact du Christ dans le travail, dans les services qu'on leur demande, dans la prière quotidienne et chacun de leurs souhaits personnels légitimes.

## Fondateurs
Cette congrégation est née de l'Assomption, pour l'Assomption et dans un long processus porté en Assomption qui selon les religieuses : « nous laisse penser que nous avons été voulues ou du moins bien accueillies par nos quatre aînés dans la famille de l'Assomption ».

### Isabelle de Clermont-Tonnerre
En 1872, Isabelle de Clermont-Tonnerre — née le 6 mars 1849 à Glisolles (Eure) et morte le 3 juillet 1921 à Sceaux — a 23 ans ; elle veut éclairer l'appel à la vie religieuse entendu à l'adolescence et se met sous la direction du Père François Picard.
Elle devient comtesse d'Ursel en épousant le 16 juin 1873 le comte Henri d'Ursel, belge. En 1875, elle est veuve et mère d'une fille, Caroline. Depuis sa retraite d'élection en 1875 jusqu'en 1904, les comptes-rendus des retraites de Mère Isabelle permettent de la suivre dans sa vie spirituelle. 
Sa fille, Caroline, épouse Henri de Virieu en mai 1896. Libre de toute charge familiale, sept mois plus tard, Isabelle réalise son désir d'être religieuse. Elle devient Mère Isabelle-Marie de Gethsémani et adopte la devise assomptionniste Adveniat regnum tuum.

## Historique

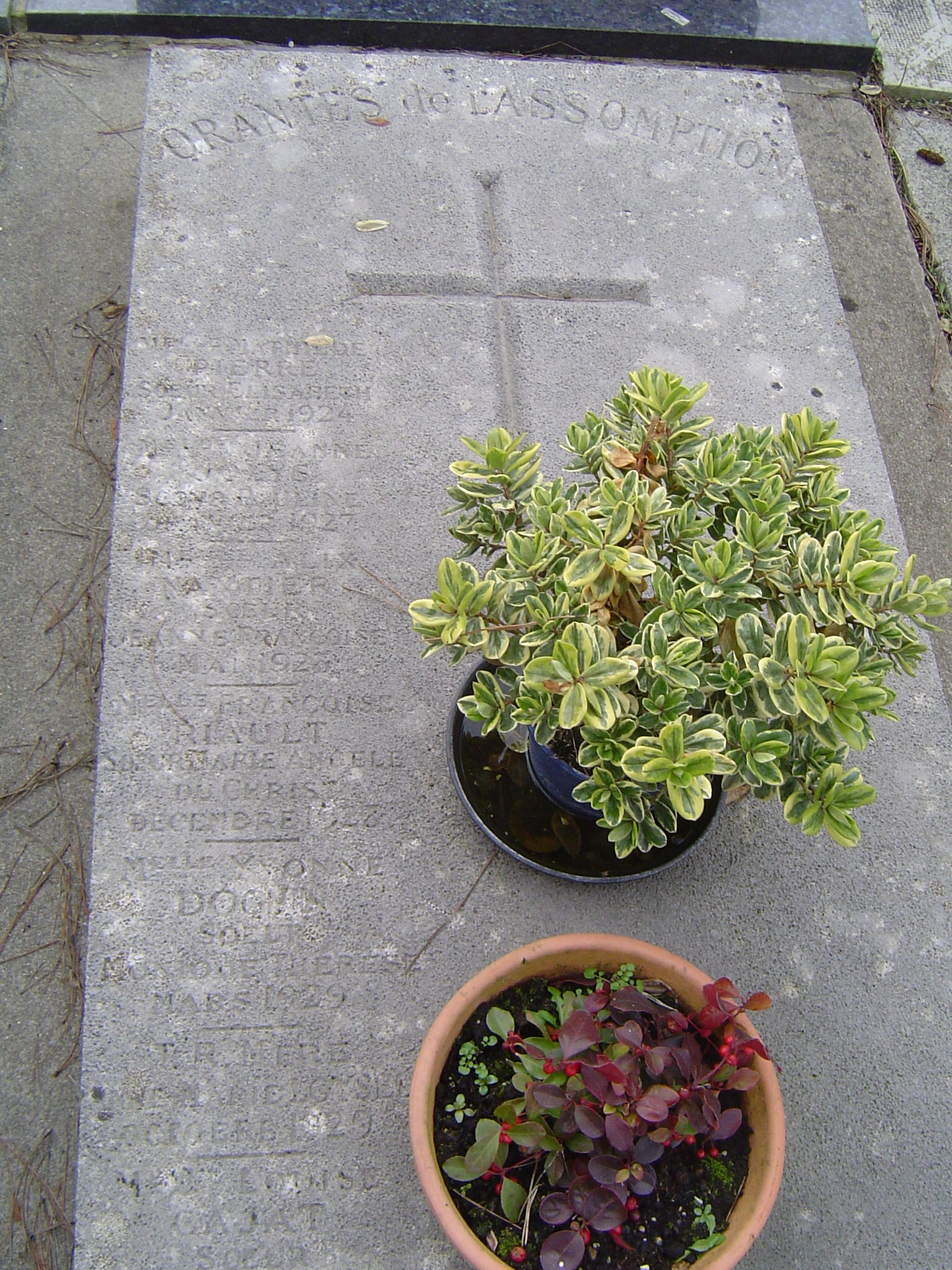
Sépulture des Orantes de l'Assomption au cimetière de Sceaux.

En 1920 la congrégation acquiert une grande propriété à Sceaux.
En 1939, les Orantes s'établissent au Vigan (Gard) dans l'hôtel de La Condamine, lieu de naissance du père Emmanuel d'Alzon et alors propriété des Augustins de l'Assomption.
La congrégation s'internationalise en s'implantant en Belgique (1953), en Argentine (1959), en République démocratique du Congo (1969), en Côte d'Ivoire (1985), à Madagascar (1992, au Togo (1997), au Tchad (2000), en Tanzanie (2001), au Niger (2002), au Kenya (2004), à Kinshasa (République démocratique du Congo) (2007), au Burkina Faso (2009), en 2014 au Mexique et en 2015 en Italie. Institut de vie contemplative international, de droit diocésain, la congrégation est restée de taille modeste. Elle a absorbé en 1941 celle des Sacramentines de Marseille, fondées en 1639 par le Père Antoine Le Quieu dominicain.
La liste des supérieures générales est ainsi établie : 
- Mère Isabelle, supérieure de 1899 à 1921 ;
- Sœur Anne de Jésus, née Anne-Marie Loysel (1880-1929), supérieure de 1921 à 1929 ;
- Sœur Marie-Madeleine de la Croix, née Oudot de Dainville (1890-1983), supérieure de 1929 à 1964 ;
- Sœur Marie-Dominique du Christ, née Marie-Louise Guyon (1927-), supérieure de 1964 à 1975 ;
- Sœur Yolande de Nompère de Champagny, supérieure de 1975 à 1993, à nouveau élue de 2005 à 2011 ;
- Sœur Jeanine Gindrey (1946-), supérieure de 1993 à 2005 ;
- Sœur Anne Hughebaert (1954) élue supérieure générale en 2011-2023 ;
- Soeur Marie-Jeanne Masila Tasiviwe (1965), élue supérieure générale en 2023.

Au conseil, on trouve : Thérèse Kasoki Mutangi, Edwige Mwahulua Siheya, Marie-Nicole Raimbert.
Les Orantes ont tenu 16 chapitres généraux : en 1921, 1929, 1946, 1958, 1964, 1969, 1975, 1981, 1984, 1987, 1993, 1999, 2005, 2011, 2017 et 2023. Elles sont 250 et implantées dans quatorze  pays.